# Sweden House
A/O Sweden House (Sverigehuset), tidigare A/O Dom Sjvetsii (ryska: дом Швеции), var ett ryskt aktiebolag med delägande av svenska staten. Det ägdes av Ladoga Holding AB (ett dotterbolag till CA Fastigheter) till 49 procent, svenska staten till 36 procent och av staden Sankt Petersburg till 15 procent. Bolaget bildades 1994 genom ett trepartsavtal mellan svenska staten, Sankt Petersburgs stad och Skanska AB som ett led i att ge svenska intressen en naturlig bas för sin verksamhet i S:t Petersburg. Skanska AB sålde sin andel i företaget 2008.
Företaget förvaltade "Sverigehuset" i Sankt Petersburg med officiella, kulturella och kommersiella funktioner. Huset har omkring 4.500 kvadratmeter uthyrningsbar yta och innehöll tidigare bland annat kontor, residens och bostäder för Sveriges generalkonsulat i Sankt Petersburg. Generalkonsulatet stängde 31 augusti 2023. Andra hyresgäster är Handelshögskolan i Stockholm, Royal Bank of Scotland och Nordiska ministerrådet. Huset ligger vid hörnet Lilla Stallhovsgatan (Malaja Konjusjennaja, Малая Конюшенная)/Svenska gränden. Det ritades av Carl Andersson  och invigdes efter renovering 1997. Närmaste granne till Sverigehuset vid Malaja Konjusjennaja är den gamla svenska kyrkan Sankta Katarina från 1865, där det fanns en svensk församling.